# Androcidio
Il termine androcidio (dal greco ἀνήρ (anér), «uomo», e dal latino caedo, «uccidere») indica la distruzione – o l'intenzione di essa, o l'eliminazione fisica o sottomissione – del genere maschile per varie ragioni, di solito culturali. L'androcidio può avvenire durante le guerre per ridurre il numero di potenziali combattenti per il nemico.

## Storia

### Antichità
L'Androcidio era una pratica comune nell'antichità. Racconti mitici della conquista greca di Mileto (all'incirca nel nono secolo a.C.), narrano di come Neleo, leggendario figlio di Poseidone, condusse il massacro degli uomini di Mileto, popolando poi la città con uomini greci.
Nella Bibbia invece si racconta, nel Libro della Genesi, la vendetta per lo stupro di Dina: i fratelli di Dina, Simeone e Levi, uccisero tutti i maschi della città di Sichem, perché Sichem (eroe eponimo della propria tribù), figlio di Hamor e principe di quella terra, aveva avuto un rapporto sessuale con la loro sorella, quando lei era andata a visitare le donne di quella città. Altri androcidi biblici presero di mira i bambini, come l'uccisione, narrata nel Libro del Deuteronomio, di tutti i bambini maschi ebrei, ordinata dal faraone; o come la successiva Strage degli innocenti (riportata nel Libro di Matteo), cioè il massacro di tutti i bambini maschi della città di Betlemme sotto l'età di due anni, ordinato da Erode il Grande nel tentativo di uccidere colui che gli era stato predetto che sarebbe diventato Re degli Ebrei.

### Età contemporanea
Casi più recenti di androcidio vedono, per esempio, l'uccisione (per ordine di Heinrich Himmler) di tutti i 173 uomini sopra i 16 anni del villaggio ceco di Lidice, completamente distrutto il 10 giugno 1942 dall'esercito tedesco in rappresaglia per l'attentato a Reinhard Heydrich, governatore nazista del Protettorato di Boemia e Moravia, ucciso nella tarda primavera dello stesso anno.
Un altro androcidio avvenne nel 1988, durante la campagna Al-Anfal, il genocidio di tutti i maschi curdi considerati "abili al combattimento" (all'incirca tra i 15 e i 60 anni), nel Kurdistan iracheno. Sebbene molte di queste uccisioni siano avvenute dopo che i maschi curdi furono catturati e processati nei campi di concentramento, la maggior parte di esse avvenne durante la parte finale della campagna (dal 25 agosto al 6 settembre 1988). Essa iniziò immediatamente dopo il segnale di cessato il fuoco con l'Iran, che permise il trasferimento di grandi quantità di uomini e mezzi dal confine iraniano meridionale.
La parte finale di questa campagna si concentrò nelle valli strette e ripide di Badinan, una regione di circa 6500 chilometri quadrati confinate a est con il fiume Grande Zab e a nord con la Turchia. Qui le liste degli "scomparsi" fornite dai sopravvissuti a Human Rights Watch, comprendevano regolarmente solo maschi adulti e adolescenti, con l'eccezione di Yazidi e Armeni, che erano obbiettivi secondari del massacro. Molti degli uomini di Badinan non arrivarono neppure a tribunali sommari, venendo semplicemente allineati e uccisi sul posto di cattura con esecuzioni sommarie.

#### Massacro di Srebrenica
Tra i casi di androcidio si annovera inoltre il massacro di Srebrenica, nell'attuale Bosnia-Erzegovina: dall'11 al 13 luglio 1995 furono uccisi circa 8000 uomini e ragazzi bosgnacchi in quello che è stato definito un "genocidio" dalla Corte penale internazionale.
A partire dalla mattina del 12 luglio, le forze armate serbe iniziarono a riunire gli uomini e i ragazzi della popolazione rifugiata nella base Onu di Potočari (in teoria difesa da forze ONU olandesi) e, quando i rifugiati iniziarono a salire sugli autobus diretti a nord verso il territorio controllato dalle forze bosgnacche, i soldati serbi separarono dal resto della popolazione gli uomini in età da combattere, assieme ad alcuni uomini più vecchi o più giovani (alcuni di 14 o 15 anni). 
Questi uomini furono portati in un edificio a Potocari chiamato la "Casa Bianca". Nella sera del 12 luglio il maggiore Franken dei caschi blu olandesi apprese che nessun maschio adulto era arrivato con le donne e i bambini a Kladanj. 
Il 13 luglio 1995, le forze olandesi videro le prove che i soldati serbi stavano uccidendo alcuni degli uomini bosgnacchi che avevano preso da parte. Per esempio, il caporale Vaasen vide due soldati che portavano un uomo disarmato dietro la "Casa Bianca", udì uno sparo, e vide i due soldati ricomparire da soli. Un altro ufficiale olandese vide dei soldati serbi uccidere un uomo disarmato con un solo colpo di pistola alla nuca ed udì dai venti ai quaranta spari all'ora per tutto il pomeriggio. Quando i soldati olandesi dissero al colonnello Joseph Kingori, un osservatore militare delle Nazioni Unite nell'area di Srebrenica, che gli uomini bosniaci venivano portati dietro la "Casa Bianca" e non ritornavano indietro, il colonnello andò a vedere. 
Egli udì colpi di pistola quando si avvicinò, ma fu fermato dai soldati serbi prima che potesse scoprire cosa stesse accadendo. 
Alcune esecuzioni continuarono di notte, e bulldozer industriali successivamente spinsero i corpi in fosse comuni. Secondo le testimonianze raccolte presso i Bosgnacchi dal poliziotto francese Jean-René Ruez,  alcuni uomini furono bruciati vivi; egli sentì anche testimoni, che narrarono di come i soldati serbi uccisero e torturarono i rifugiati a loro piacimento, con le strade disseminate di cadaveri, mentre le vittime si suicidavano per evitare che i serbi gli tagliassero il naso, le labbra, le orecchie; e i genitori erano costretti ad assistere all'assassinio dei propri figli.